# Alfortville
Alfortville är en kommun i departementet Val-de-Marne i regionen Île-de-France i norra Frankrike. Kommunen är chef-lieu över 2 kantoner som tillhör arrondissementet Créteil. År 2022 hade Alfortville 45 569 invånare.
Kommunen ligger strax utanför Paris i mötet mellan floderna Seine och är utdragen och långsmal -  4,5 kilometer lång och 0,5–1 kilometer bred.

## Befolkningsutveckling
Antalet invånare i kommunen Alfortville
| Referens: INSEE |